# 20961 Arkesilaos
20961 Arkesilaos (1973 SS1) là một Trojan của Sao Mộc.